# Comuna Vâlcelele, Călărași
Vâlcelele (în trecut, Crucea) este o comună în județul Călărași, Muntenia, România, formată din satele Floroaica și Vâlcelele (reședința).

## Așezare
Comuna se află în partea central-nordică a județului. Este traversată de șoseaua județeană DJ306, care o leagă spre sud de Cuza Vodă (unde se termină în DN3) și spre nord de Dragoș Vodă (unde se intersectează cu DN3A) și mai departe în județul Ialomița de Albești, Andrășești (unde se intersectează cu DN2A), Gheorghe Doja și Reviga. Din acest drum, lângă Floroaica se ramifică șoseaua județeană DJ307A, care deservește satul Vâlcelele.

## Demografie
Componența etnică a comunei Vâlcelele
     Români (94,35%)
     Alte etnii (0%)
     Necunoscută (5,65%)
Componența confesională a comunei Vâlcelele
     Ortodocși (93,69%)
     Alte religii (0,42%)
     Necunoscută (5,89%)
Conform recensământului efectuat în 2021, populația comunei Vâlcelele se ridică la 1.665 de locuitori, în scădere față de recensământul anterior din 2011, când fuseseră înregistrați 1.863 de locuitori. Majoritatea locuitorilor sunt români (94,35%), iar pentru 5,65% nu se cunoaște apartenența etnică. Din punct de vedere confesional, majoritatea locuitorilor sunt ortodocși (93,69%), iar pentru 5,89% nu se cunoaște apartenența confesională.

## Politică și administrație
Comuna Vâlcelele este administrată de un primar și un consiliu local compus din 11 consilieri. Primarul, Ionel Tatu[*], de la Partidul Social Democrat, este în funcție din 2016. Începând cu alegerile locale din 2024, consiliul local are următoarea componență pe partide politice:
|  | Partid                   | Consilieri | Componența Consiliului | Componența Consiliului | Componența Consiliului | Componența Consiliului | Componența Consiliului | Componența Consiliului | Componența Consiliului | Componența Consiliului | Componența Consiliului | Componența Consiliului | Componența Consiliului |
|  | ------------------------ | ---------- | ---------------------- | ---------------------- | ---------------------- | ---------------------- | ---------------------- | ---------------------- | ---------------------- | ---------------------- | ---------------------- | ---------------------- | ---------------------- |
|  | Partidul Social Democrat | 11         |                        |                        |                        |                        |                        |                        |                        |                        |                        |                        |                        |

## Istorie
La sfârșitul secolului al XIX-lea, comuna nu exista, ci doar satul Crucea-Giurca în cadrul comunei Mihai Viteazu din plasa Borcea a județului Ialomița. Anuarul Socec din 1925 consemnează însă înființarea comunei Crucea, cu satele Crucea-Giurcă și Ciocănești-Mihai Vodă, având în total 2366 de locuitori; comuna făcea parte din plasa Lehliu a aceluiași județ. În 1931, numele satului Crucea-Giurcă a fost schimbat în Crucea și cel al satului Ciocănești-Mihai Vodă în Floroaica.
În 1950, comuna a fost transferată raionului Călărași din regiunea Ialomița și apoi (după 1952) din regiunea București. În 1964, atât comuna cât și satul ei de reședință au primit numele de Vâlcelele. Comuna a revenit la județul Ialomița, reînființat, în 1968. În 1981, o reorganizare administrativă regională a dus la transferarea comunei la județul Călărași.

## Personalități născute aici
- Florența Albu (1934 - 2000), poetă;
- Vasile Iliuță (n. 1968), om politic.